# Persone di cognome Lane
| Questa pagina contiene informazioni ricavate automaticamente dalle voci biografiche con l'ausilio del template Bio e di un bot. L'aggiornamento è periodico e automatico e ricostruisce completamente la pagina. Se manca una persona in questa lista, sei pregato di non aggiungerla, ma accertati piuttosto che la sua voce biografica contenga il template Bio e che i dati anagrafici siano correttamente compilati. Se il template Bio manca, inseriscilo tu stesso o, in alternativa, metti l'avviso {{tmp\|Bio}} che ne segnala la mancanza. Se i dati riportati sono sbagliati, correggi direttamente la voce biografica; le modifiche saranno visibili in questa lista entro pochi giorni. Per chiarimenti vedi il progetto antroponimi. La lista contiene solo le 63 persone che sono citate nell'enciclopedia e per le quali è stato implementato correttamente il template Bio. Pagina aggiornata al 7 ago 2025. |

Questa è una lista di persone presenti nell'enciclopedia che hanno il cognome Lane, suddivise per attività principale.

## Astrofisici(1)
- Jonathan Homer Lane, astrofisico statunitense (Geneseo, n. 1819 - Washington, † 1880)

## Attori(7)
- Allan Lane, attore statunitense (Mishawaka, n. 1909 - Woodland Hills, † 1973)
- Charles Lane, attore e doppiatore statunitense (San Francisco, n. 1905 - Santa Monica, † 2007)
- Lupino Lane, attore e regista inglese (Londra, n. 1892 - Londra, † 1959)
- Mike Lane, attore e wrestler statunitense (Washington, n. 1933 - Palmdale, † 2015)
- Nathan Lane, attore statunitense (Jersey City, n. 1956)
- Rusty Lane, attore statunitense (Chicago, n. 1899 - Los Angeles, † 1986)
- Ryan Lane, attore statunitense (Fullerton, n. 1987)

## Attrici(9)
- Adele Lane, attrice statunitense (n. 1877 - Los Angeles, † 1957)
- Diane Lane, attrice statunitense (New York, n. 1965)
- Jackie Lane, attrice britannica (Manchester, n. 1947 - Londra, † 2021)
- Jocelyn Lane, attrice e ex modella britannica (Vienna, n. 1937)
- Lauren Lane, attrice statunitense (Oklahoma City, n. 1961)
- Lola Lane, attrice statunitense (Macy, n. 1906 - Santa Barbara, † 1981)
- Nancy Lane, attrice, ballerina e cantante statunitense (Passaic, n. 1951)
- Rosemary Lane, attrice e cantante statunitense (Indianola, n. 1913 - Los Angeles, † 1974)
- Sasha Lane, attrice statunitense (Houston, n. 1995)

## Attrici pornografiche(5)
- Karla Lane, attrice pornografica e regista statunitense (Los Angeles, n. 1987)
- Krista Lane, ex attrice pornografica tedesca (n. 1959)
- Sunny Lane, attrice pornografica, modella e ex pattinatrice statunitense (Georgia, n. 1980)
- Tory Lane, attrice pornografica statunitense (Fort Lauderdale, n. 1982)
- Vanessa Lane, attrice pornografica statunitense (New York, n. 1983)

## Batteristi(1)
- Jay Lane, batterista statunitense (San Francisco, n. 1964)

## Calciatori(2)
- Paddy Lane, calciatore inglese (Halifax, n. 2001)
- Robert Lane, calciatore canadese (Galt, n. 1882 - Winnipeg, † 1940)

## Canoisti(2)
- Kenneth Lane, canoista canadese (Toronto, n. 1923 - Toronto, † 2010)
- Norman Lane, canoista canadese (Toronto, n. 1919 - Hamilton, † 2014)

## Cantanti(1)
- Anita Lane, cantante e paroliera australiana (Melbourne, n. 1960 - † 2021)

## Cantautori(1)
- Chris Lane, cantautore statunitense (Kernersville, n. 1984)

## Cestisti(4)
- Brendan Lane, ex cestista statunitense (Montpelier, n. 1990)
- Ishmael Lane, cestista statunitense (Port Allen, n. 1997)
- Jerome Lane, ex cestista statunitense (Akron, n. 1966)
- Lester Lane, cestista e allenatore di pallacanestro statunitense (Purcell, n. 1932 - Norman, † 1973)

## Chitarristi(1)
- Shawn Lane, chitarrista, pianista e compositore statunitense (Memphis, n. 1963 - Memphis, † 2003)

## Comici(1)
- Colin Lane, comico, attore e conduttore televisivo australiano (Perth, n. 1965)

## Compositori(1)
- Rob Lane, compositore inglese (Londra, n. 1965)

## Danzatori su ghiaccio(1)
- Jon Lane, ex danzatore su ghiaccio britannico (n. 1949)

## Esploratori(1)
- Ralph Lane, esploratore britannico (Lympstone, n. 1530 - † 1603)

## Giocatori di football americano(6)
- Eric Lane, ex giocatore di football americano statunitense (Oakland, n. 1959)
- Jeremy Lane, giocatore di football americano statunitense (Tyler, n. 1990)
- Jorvorskie Lane, giocatore di football americano statunitense (Lufkin, n. 1987)
- Jaylin Lane, giocatore di football americano statunitense (Clover, n. 2002)
- MacArthur Lane, giocatore di football americano statunitense (Oakland, n. 1942 - Oakland, † 2019)
- Dick Lane, giocatore di football americano statunitense (Austin, n. 1927 - Austin, † 2002)

## Giornalisti(1)
- William Lane, giornalista britannico (Bristol, n. 1861 - Oceano Atlantico, † 1917)

## Musicisti(1)
- Ronnie Lane, musicista inglese (Plaistow, n. 1946 - Trinidad, † 1997)

## Nuotatori(1)
- Fred Lane, nuotatore australiano (Millers Point, n. 1880 - Avalon Beach, † 1969)

## Orientalisti(1)
- Edward William Lane, orientalista, arabista e traduttore britannico (Hereford, n. 1801 - Worthing, † 1876)

## Personaggi televisivi(1)
- Mills Lane, personaggio televisivo, arbitro di pugilato e giurista statunitense (Savannah, n. 1937 - Reno, † 2022)

## Pittori(1)
- Fitz Henry Lane, pittore statunitense (Gloucester, n. 1804 - Duncan's Point, † 1865)

## Poeti(1)
- Patrick Lane, poeta canadese (n. 1939 - † 2019)

## Rugbisti a 15(2)
- Stuart Lane, rugbista a 15 britannico (Tredegar, n. 1952)
- Tim Lane, ex rugbista a 15 e allenatore di rugby a 15 australiano (Coonabarabran, n. 1959)

## Sciatori alpini(1)
- Tristan Lane, sciatore alpino statunitense (n. 1998)

## Scienziati(1)
- Timothy Lane, scienziato britannico (Londra, n. 1743 - † 1807)

## Scrittori(1)
- Andy Lane, scrittore e giornalista britannico (n. 1963)

## Storici(1)
- Frederic Chapin Lane, storico statunitense (Lansing, n. 1900 - † 1984)

## Tiratori a segno(1)
- Al Lane, tiratore a segno statunitense (New York, n. 1891 - Larchmont, † 1965)

## Velocisti(1)
- Frank Lane, velocista statunitense (Chicago, n. 1874 - Chicago, † 1927)

## Vescove anglicane(1)
- Libby Lane, vescova anglicana britannica (Wycombe Rural District, n. 1966)

## Vescovi cattolici(1)
- Raymond Aloysius Lane, vescovo cattolico e missionario statunitense (Lawrence, n. 1894 - San Francisco, † 1974)

## Wrestler(2)
- Kayden Carter, wrestler statunitense (Winter Park, n. 1988)
- Stan Lane, ex wrestler statunitense (Greensboro, n. 1953)